# Colegiul German Goethe
Colegiul German Goethe (între 1990 și 2002 Liceul Hermann Oberth) este un liceu din centrul Bucureștiului. Localizat în apropiere de Piața Romană, liceul poartă numele marelui poet german Johann Wolfgang von Goethe. Școală a minorității germane din București, aflată în subordinea Ministerului Educației și Cercetării din România, Colegiul Goethe a fost singurul liceu din capitală al cărei limbă principală de predare este germana până în anul 2007, când s-a înființat Școala Germană București (DSBU). Școala germană este, alături de Școala nr. 11 „Ion Heliade Rădulescu”, cea mai căutată unitate de învățământ din București.

## Istoria învățământului german din București
În anul 1912 școala germană din București avea 2.300 de elevi, fiind numită în Kronstädter Zeitung als „die größte deutsche Auslandsschule“. Din aceștia 45 % erau luterani, 35 % mozaici und 20 % creștini ortodocși. Ca limbă maternă 45 % din elevi aveau germana (elevii proveniți din Imperiul German, Austro-Ungaria – inclusiv sașii transilvăneni și evreii din Bucovina – precum și elvețienii) și 55 % limba română.
După Primul Război Mondial, în anul 1923, școlii i-a fost retrasă acreditarea, ceea ce a însemnat că Regatul Român nu a mai recunoscut die nach deutschem Schulprogramm abgelegten Prüfungen nicht mehr an und Schüler, die ein rumänisches Reifezeugnis erhalten wollten, mussten zusätzliche Äquivalenzprüfungen ablegen. Numărul elevilor a scăzut dramatic. Au rămas înscriși aproape doar acei elevi, cărora le era suficientă dobândirea unei diplome germane de bacalaureat (deutsches Abitur).

## Absolvenți notabili
- Vazken Balgian[5]
- Dan Bitman
- Claudiu Bleonț[necesită citare]
- Oscar Walter Cisek
- Petre Guran[necesită citare]
- Rona Hartner
- Dan Helciug[necesită citare]
- Ionuț Lupescu[necesită citare]
- Axel Moustache[necesită citare]
- Theodor Paleologu[necesită citare]
- Nicolae Constantin Tănase
- Marlene Weingärtner⁠(de)[traduceți]
- Silviu Tudor Samuilă, moderator TV și comentator sportiv.
- Andrei Vladimirescu[necesită citare]
- Margarethe Tartler-Tabarasi[necesită citare]
- Dan-Virgil Voiculescu[necesită citare]
- Liviu Tofan[necesită citare]
- Mihai Rusu[necesită citare]